# Torre de Seva
La Torre de Seva es una masía fortificada que fue construida por Bertran de Seva en el siglo XIV. Se encuentra situada en Marata dentro del término municipal de Las Franquesas del Vallés.

## Edificio
Es un edificio de planta rectangular, con una torre cuadrada a mediodía con ventanas góticas y renacentistas. La ventana principal, renacentista, está fechada en 1561. Todos sus muros están rematados con almenas.
Delante de la torre se edificó una capilla dedicada primero a San Abdón y San Senén, patrones de los hortelanos, como consta en 1606, cuando se otorgó autorización a Isabel Magarola para reedificar la capilla, que estaba situada cerca de la torre de Magarola, llamada antiguamente de Fontanet.